# Caixa de cartró (joc)

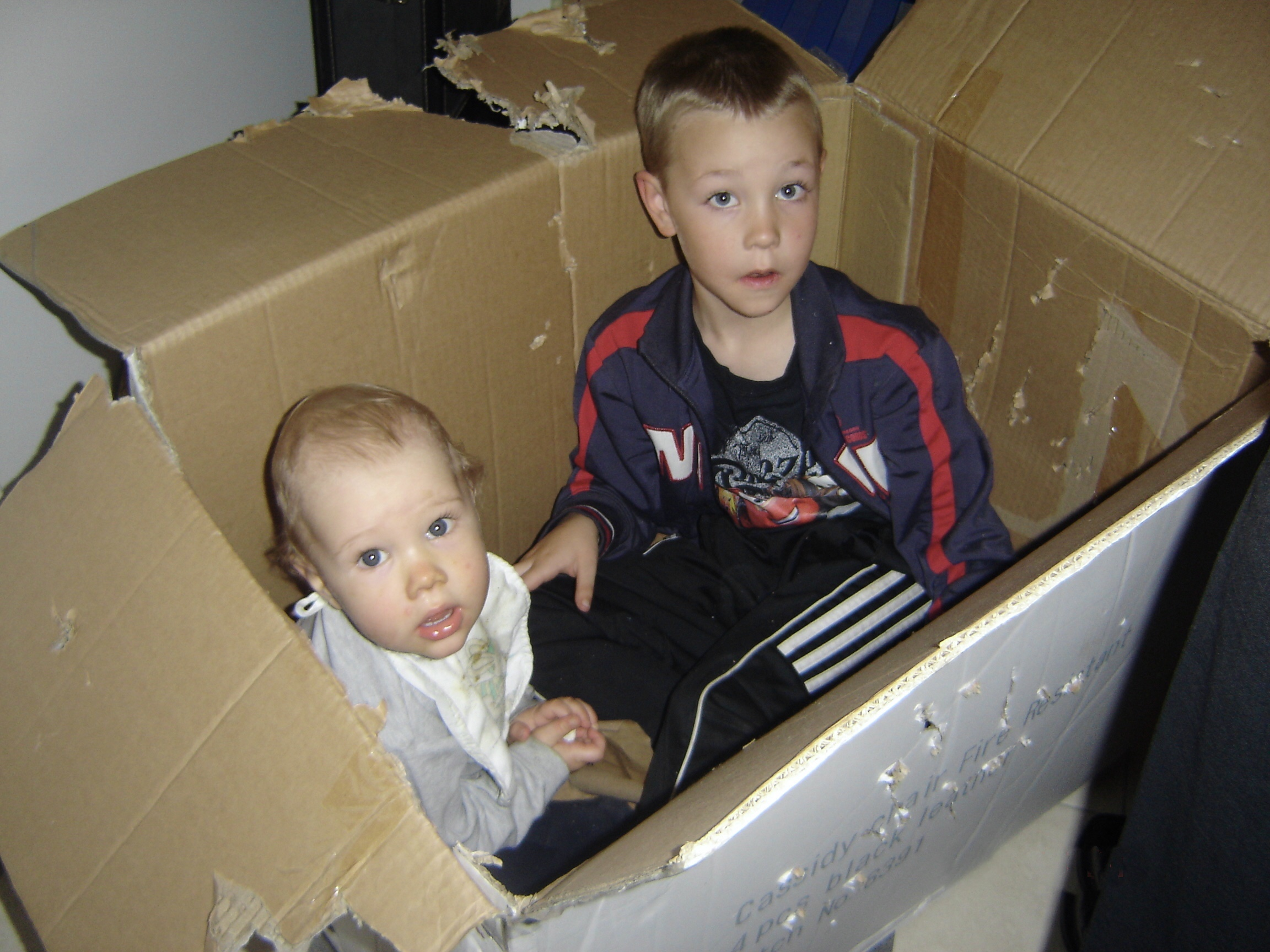
Nens jugant amb una caixa de cartró

La caixa de cartró ha estat usada històricament com a joc infantil per la seva versatilitat, que propicia el joc simbòlic, i la facilitat d'accés, en estar feta d'un material barat i freqüent en els embalatges casolans. Els nens empren la caixa arrossegant-la, com a mur o bé ficant-se al seu interior si és prou grossa com per encabir-los. Com destaca Chris Bench, president del Strong National Museum of Play "les mateixes qualitats que la fan atractiva per als manufacturadors - resistència, baix cost i lleugeresa - fan que esdevingui un dels jocs més adaptables al joc infantil". La caixa és considerada com a joc per persones de diferents cultures sense que calgui instruir sobre el seu possible ús lúdic, un dels motius pels quals va ser seleccionada per a la seva aparició al National Toy Hall of Fame.

## Beneficis del joc amb caixes de cartró
El caràcter inespecífic de la caixa esperona la imaginació dels nens, que la poden convertir en qualsevol accessori que necessitin per al seu joc i augmenta la seva motivació. En aquest sentit la caixa fomenta la narrativitat, ja que sovint empren una història breu a manera de consigna per explicar als potencials jugadors externs què és la caixa en aquella ocasió. També estimula el joc físic, perquè els infants juguen movent la caixa d'un cantó a l'altre, pujant-hi o donant voltes al seu costat. Un altre benefici apareix en el joc social, on la caixa actua com a potenciador del teatre o del role-playing dels infants, per exemple quan l'usen com a taulell en una botiga imaginària, com a escenari de titelles o de taula per als seus àpats conjunts.